# Palácio Rio Branco (Curitiba)
O Palácio Rio Branco, antigo Palácio do Congresso, é um monumento arquitetônico da cidade brasileira de Curitiba, capital do estado do Paraná, no qual funciona a sede da Câmara de Vereadores, sendo um dos mais importantes prédios históricos da capital paranaense.

## Histórico
Mandado construir pelo governador Generoso Marques dos Santos, sua construção foi contratada ao engenheiro italiano Ernesto Guaita em 6 de maio de 1891, já aprovado no ano anterior. Em 1895 ainda não se achava concluído, devendo ter ocorrido entre este ano e o seguinte, 1896, não havendo registros de sua inauguração em publicações locais, embora Arthur Dias informe que "… O Congresso dispõe, também, de um bonito edifício, novo e nobre, de linhas ao estylo italiano… Foi inaugurado em 1896".
O então chamado "Congresso Estadual" (atual Assembleia Legislativa) ali se instala após a Proclamação da República do Brasil, ali permanecendo até sua mudança para o Centro Cívico. Sofreu danos com uma explosão ocorrida na estação férrea, em 1913. Em 1957 foi cedido para a instalação da Câmara Municipal, efetivada em 1963, recebendo então o nome que homenageia o Barão do Rio Branco.
Em 1978 o Palácio Rio Branco foi tombado pelo patrimônio histórico do Paraná.